# Trigonellin
Als Trigonellin, Nicotinsäure-N-methylbetain, wird ein Naturstoff aus der Gruppe der Trigonelline bezeichnet, der zu den Pyridinalkaloiden gerechnet wird (in strengem Sinn kann er kein Alkaloid sein). Er ist ein Zwitterion und ein N-Methylderivat der Nicotinsäure. Trigonellin kommt in den Samen vieler Pflanzen vor, unter anderem in Kaffeebohnen.

## Entdeckung
Bei der Untersuchung der Samen des Bockshornklees Trigonella foenum-graecum entdeckte und beschrieb der Apotheker Ernst Friedrich Jahns im Jahr 1885 eine stickstoffhaltige Substanz, der er den Trivialnamen Trigonellin gab.
Diese chemische Verbindung war von Arthur Hantzsch durch Synthese erhalten worden. Darauf stellte Jahns fest, dass sein Trigonellin identisch mit dem synthetischen Produkt von Hantzsch war.

## Vorkommen

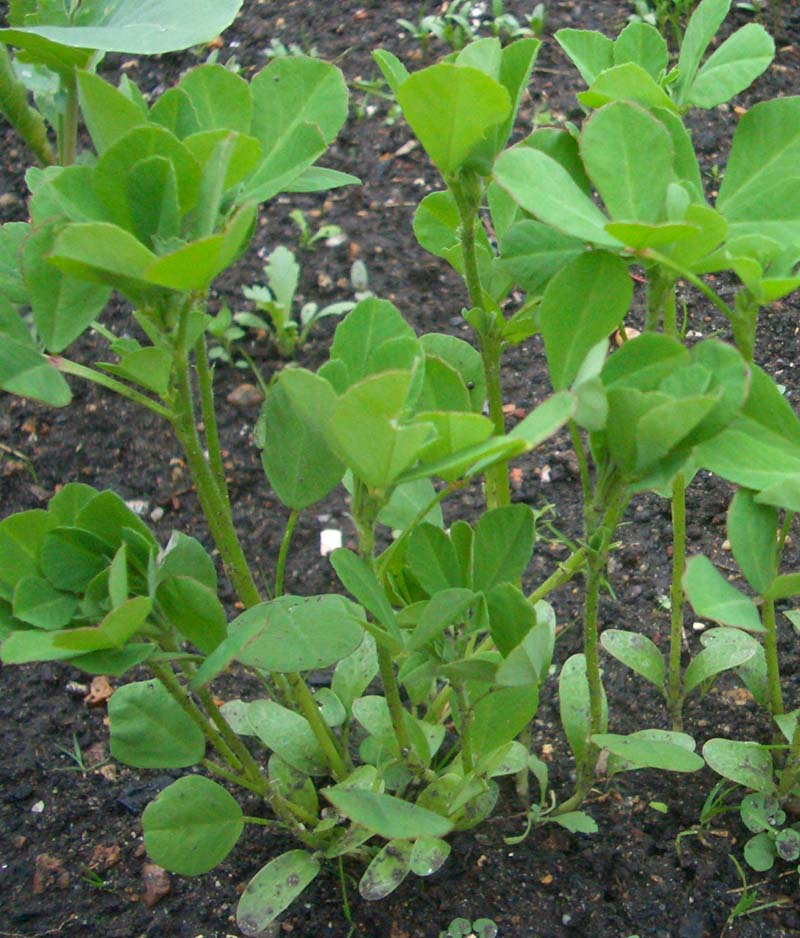
Bockshornklee, junge Pflanzen

Trigonellin ist in den Samen vieler Pflanzen enthalten, neben Trigonella foenum-graecum in weiteren Hülsenfrüchtlern, z. B. Gartenbohnen (Phaseolus vulgaris), Erbsen (Pisum sativum), Fenchel, Hanf. Ferner in Hundsgiftgewächsen und Strophanthus spezies.
In Kaffeebohnen kommt Trigonellin in Mengen zwischen 0,3 und 1,3 % vor, unterliegt aber beim Rösten der Kaffeebohnen im Gegensatz zum Coffein stärkeren Veränderungen. Dabei kann es entweder zur Nicotinsäure demethyliert oder zu N-Methylpyridiniumsalzen decarboxyliert werden.

## Synthese
Trigonellin kann durch Erhitzen von Nicotinsäure mit Iodmethan (Methyliodid) erhalten werden. Dabei entsteht das Iodid der N-Methylpyridinium-3-carbonsäure.
Behandlung dieses Pyridiniumsalzes mit einer Suspension von Silber(I)-oxid in Wasser („Silberhydroxid“) führt zum Betain. Um das Silber(I)-oxid zu vermeiden, wurde die Methode von Kosower und Patton optimiert.
Für die Anwendung in der Praxis dürfte jedoch synthetisch gewonnenes Trigonellin bedeutungslos sein, da hier phytotherapeutische Präparate bevorzugt werden.

## Biosynthese und Abbau
Trigonellin wird in vivo durch Abbau von Nicotinsäure gebildet und im Harn von Menschen und Säugetieren ausgeschieden.

## Eigenschaften
Wie in der Infobox angegeben, ist Trigonellin ein Feststoff mit relativ hohem Schmelzpunkt. Dies steht in Einklang mit der gezeigten Strukturformel. Aus wässrigen Lösungen kristallisiert, fällt Trigonellin als Monohydrat an, dessen Schmelzpunkt etwas niedriger ist. Beim Schmelzen verliert der Feststoff offensichtlich Wasser und geht dabei in das Betain über.
Eine Kristallstrukturanalyse von Trigonellin scheint noch nicht geglückt zu sein (siehe unten), jedoch wurden quantenchemische Berechnungen für die Verbindung publiziert. Danach sind die Moleküle des Trigonellins durch Wasserstoffbrückenbindungen assoziiert. Im Monohydrat ist das Wassermolekül durch eine H-Brücke an das Sauerstoffatom der Carboxylat-Gruppe gebunden.
In wässrigem Milieu, also auch in biologischen Systemen, kann Trigonellin ebenfalls nicht als der Strukturformel entsprechendes Betain vorliegen, sondern muss H-verbrückt sein.
Trigonellin bildet Salze mit verschiedenen Säuren; das Salz mit Perchlorsäure konnte als Monohydrat der Zusammensetzung (C7H7NO2)2 × HClO4 × H2O kristallisiert werden; davon gelang eine Röntgen-Kristallstrukturanalyse.
Mit 4-Hydroxybenzoesäure oder (+)-Weinsäure bildet Trigonellin ähnliche Komplexe, von denen Röntgen-Kristallstrukturanalysen angefertigt wurden.

## Verwendung und Nutzen
Trigonellin ist in Samen von Arabica-Kaffee zu etwa einem Prozent enthalten. Der Gehalt ändert sich durch den Röstprozess des Kaffees:
| Sorte   | roh      | geröstet |
| ------- | -------- | -------- |
| Arabica | 1,0–1,2  | 0,5–1,0  |
| Robusta | 0,6–0,75 | 0,3–0,6  |

Bei der Röstung von Kaffee bildet sich aus Trigonellin unter anderem das für den Menschen wichtige Vitamin B3 (Nicotinsäure).

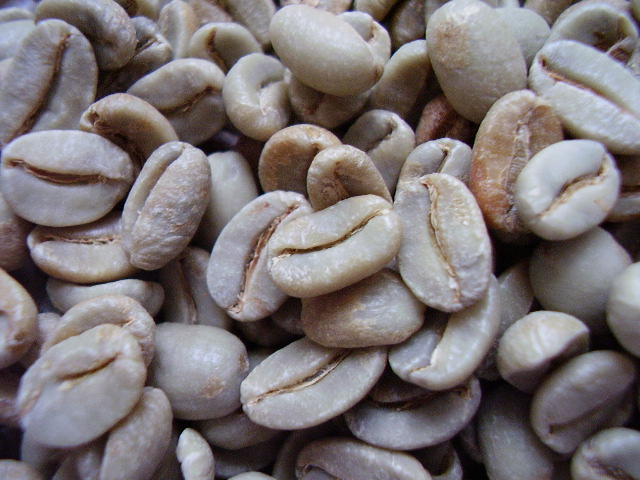
Rohe Kaffeebohnen

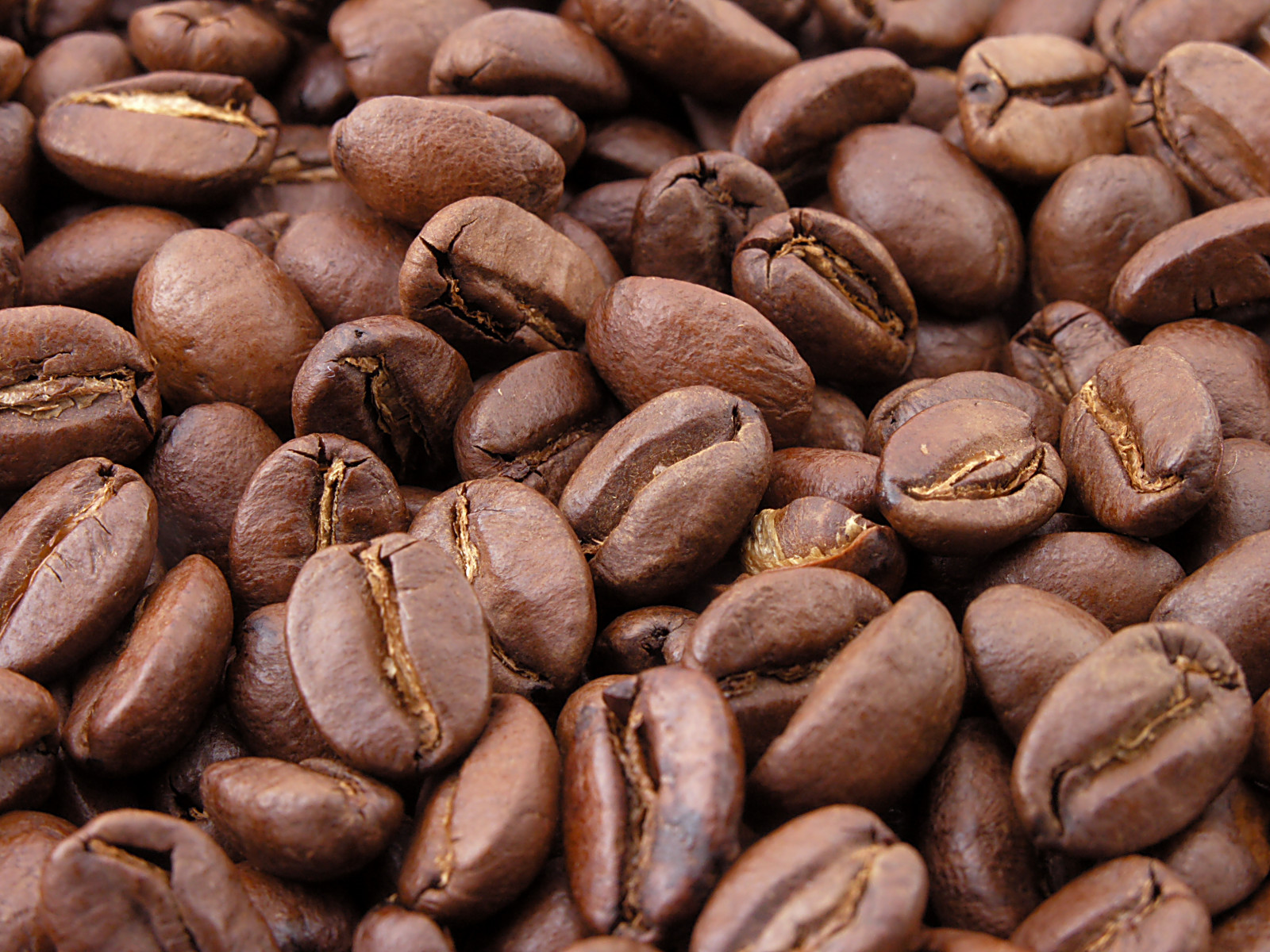
Hell geröstete Kaffeebohnen

Dadurch kann eine Tasse Kaffee etwa 10 % des Tagesbedarfs dieses Vitamins decken, da dieses bei der Kaffeebereitung in den Lipidtröpfchen gelöst bleibt.
Eine Tasse von 150 ml aus 7,5 g Röstkaffee enthält im Mittel 27 mg Trigonellin, wobei dies entscheidend von der Aufgussmethode beeinflusst wird.
Wissenschaftler der Universität von Ancona ermittelten im Rahmen einer Studie, dass Inhaltsstoffe des Kaffees vor Zahnkaries schützen können. Karies entsteht durch die Wirkung verschiedener Bakterien, die sich in Schleim und Belägen an der Zahnoberfläche festsetzen. Noch sind genauere Untersuchungen nötig, bisher wenig untersuchte Bestandteile des Kaffees, wie Trigonellin und Nicotinsäure, scheinen wohl das Bakterienwachstum zu hemmen.
Trigonellin soll auch den Haarwuchs fördern. Die Anwendung wurde zum Patent angemeldet, wobei Bockshornkleesamen mit einem Gehalt von 3 % Trigonellin als Ausgangssubstanz verwendet wurde. Der Wirkmechanismus auf die Haarwurzeln ist nicht genau bekannt, es wird angenommen, dass Trigonellin und Diosgenin gegen das haarschädigende Dihydrotestosteron wirken und dessen Bildung verhindern, wodurch die Haarwurzel geschützt wird.
Die Verwendung von Trigonellin als Muskel-Stimulanz wurde patentiert.

## Nachweis
Seit der Entdeckung des Trigonellins wurden verschiedene Standardmethoden zum Nachweis von Alkaloiden benutzt, z. B. Dragendorffs Reagens. Dieses Reagens kann auch zum mikrochemischen Nachweis unter dem Mikroskop auf Objektträgern dienen.
Nach der Entwicklung der Instrumentellen Analytik wurden deren Methoden auch zum Nachweis von Trigonellin angewendet, vor allem die NMR-Spektroskopie.